# Теодор Інніцер
Теодор Інніцер (нім. Theodor Innitzer; 25 грудня 1875, Нойгешрай, Австро-Угорщина — 9 жовтня 1955, Відень, Австрія) — австрійський політичний і релігійний діяч, теолог. Міністр соціальної політики Австрії протягом 1929—1930 років, аріхієпископ Відня у 1932—1955 роках.

## Біографія
Народився 25 грудня 1875 року у селі Нойгешрай у Богемії в Австро-Угоршині (теперішнє село Нове Зволані, Чехія) у родині судетських німців. Іноді місцем народження Теодора Інніцера джерела вказують місто Вейпрти ймовірно через близькість його рідного села. Через те, що його батько був робітником, він здобував робітничу освіту при батьковій фабриці, опановуючи робітничий фах. 1890 року Інніцер вступив до Комунальної гімназії (Communal-Gymnasium), а за два роки перейшов до державної гімназії у Кадені, яку закінчив у 1898 році.
1902 року Інніцер здобуває сан священика після навчання у семінарії. Він починає викладати теологію у Віденському університеті, у якому 1906 року здобуває ступінь доктора богослов'я. 1918 року Інніцер стає деканом теологічного факультету, а за десять років ректором Віденського університету, проте обіймає цей пост недовго — протягом близько року у 1928—1929 роках. Протягом 1929—1930 років входить до уряду Йоганна Шобера, де обіймав посаду міністра з соціальних питань.

## Діяльність під час Голодомору
У 1933 році Інніцер спільно з Е. Амменде видали брошуру про голод в Україні та на Північному Кавказі. Вона розпочиналася із звернення кардинала до світової спільноти про необхідність надання допомоги мільйонам голодуючих. Згадав він і про заяви митрополита А. Шептицького щодо створення міжнародного комітету допомоги, про листи британського журналіста Гарета Джонса стосовно чверті голодуючого населення, серед яких і представники національних меншин та релігійних конфесій. Книга мала статті і промови Е. Амменде, повідомлення німецького дипломата та аналітика О. Шиллера, британського кореспондента М. Маггеріджа, французького журналіста П. Берлана, директора Східноєвропейського інституту доктора Айхена. У заклику використано термін «голодова катастрофа», підкреслено його штучне походження, адже голод тривав в умовах нового урожаю, а селян позбавили хліба. Тому Інніцер закликав «цивілізовании світ» надати допомогу Україні. Його звернення були адресовані Міжнародному Червоному Хресту для організації «акцій допомоги», а також створення міжнародного і міжконфесійного комітету допомоги. Це був єдиний іноземний духовний лідер, який підняв голос на захист українців, що помирали від голоду.
16 жовтня 1933 року Інніцер скликав у Відні нараду представників різних конфесій з метою створення «допомогового комітету». Оголосив збір коштів для підтримки «Комітету допомоги Україні» (нім. Hilfskomitee für die Ukraine), осередки якого діяли в європейських країнах та на Галичині. 16–17 грудня 1933 року у резиденції кардинала відбулася міжнародна конференція представників усіх допомогових комітетів голодуючим в СРСР, конфесій та громадських організацій. У вітальній промові Інніцер виклав основну мету зібрання: оголосити сигнал порятунку (SOS-Rufe). Він зазначив, що допомога голодним — святий обов'язок кожного і конкретний вияв любові до ближнього. Конференція ухвалила відповідну декларацію про створення комітету допомоги.
1934 р. прийняв на зберігання архів світлин про Голодомор, які виконав Александр Вінербергер.

## Пам'ять
12 листопада 2019 року у Архієпископському палаці Відня відкрили дошку пам'яті Теодора Інніцера.